# قتلة زهرة القمر (فلم)
قتلة زهرة القمر (بالإنجليزية: Killers of the Flower Moon) هو فيلم ويسترن وجريمة ملحمي أمريكي من إخراج مارتن سكورسيزي الذي قام بكتابة نص الفيلم مع اريك روث استنادا إلى كتاب واقعي يحمل نفس الاسم ألفه الصحفي ديفيد غران. قصته تتبع سلسلة من جرائم القتل التي تحل على أمة الاوساج في ولاية أوكلاهوما خلال عشرينات القرن العشرين، وذلك بعد اكتشاف النفط على أرضهم.
الفيلم من بطولة ليوناردو دي كابريو الذي يعمل أيضًا كمنتج تنفيذي، ويشاركه التمثيل جيسي بليمنز وليلي جلادستون وبرندان فريزر وجون ليثغو وروبرت دي نيرو. العمل يمثل التعاون السابع بين سكورسيزي وليوناردو  والحادي عشر بين سكورسيزي ودي نيرو.
بدأ تطوير الفيلم في مارس 2016 عندما فازت شركة إمبيرتف إنترتيمنت بحقوق تعديل الكتاب. ارتبط اسمي سكورسيزي وديكابريو بالفيلم في عام 2017، وكان من المتوقع في البداية أن يبدأ الإنتاج في أوائل عام 2018. بعد العديد من التأخيرات والتأجيلات نتيجة جائحة فيروس كورونا. كان من المقرر أن يبدأ الإنتاج في فبراير 2021 بوجود أبل تي في + كممول وموزع للفيلم بجانب باراماونت بيكتشرز. تم التصوير في نهاية المطاف في مقاطعة أوسايج ومقاطعة واشنطن بأوكلاهوما بين ربيع وخريف عام 2021. الفيلم بميزانيته البالغة 200 مليون دولار هي أكبر مبلغ تم إنفاقه على الإطلاق على فيلم صور في أوكلاهوما.
عرض الفيلم لأول مرة في مهرجان كان السينمائي بنسخته ال76 في 20 مايو 2023، وتلقى إشادة نقدية واسعة. من المقرر طرحه في دور سينما محددة في 6 أكتوبر 2023 ، قبل إطلاقه على نطاق واسع في الولايات المتحدة في 20 أكتوبر 2023 من قبل باراماونت بيكتشرز. ومن المقرر أيضًا أن يتم إصدار بعد ذلك على خدمة أبل تي في +.

## نبذة
بعد موجة من جرائم القتل التي تحل على قبلية أوساج في شمال شرق أوكلاهوما في ظروف غامضة في عشرينيات القرن الماضي، يطلق مكتب التحقيقات الفيدرالي تحقيق كبير بالقضية يرأسه إدغار هوفر وتوم وايت.

## طاقم التمثيل
- ليوناردو دي كابريو في دور إرنست بوركهارت.
- روبرت دي نيرو في دور ويليام هايل.
- ليلي جلادستون في دور مولي بوركهارت.
- جيسي بليمنز في دور توم وايت.
- تانتو كاردينال في دور ليزي كيو.
- كارا جايد مايرز في دور آنا.
- جانا كولينز في دور ريتا.
- جيليان ديون في دور ميني.
- ويليام بولو في دور هنري روان.
- Louis Cancelmi في دور كيلسي موريسون.
- جايسون إيزبل في دور بيل سميث.
- Sturgill Simpson في دور هنري غرامر.
- Tatanka Means في دور جون ورين.
- مايكل أبوت جونيور في دور فرانك سميث.
- بات هيلي في دور جون بورغر.
- سكوت شيفرد  [لغات أخرى]‏ في دور برايان بوركهارت.
- غاري باسارابا في دور وليم جي. بورنس.

## الإنتاج
بدأ تطوير الفيلم في مارس 2016 عندما فازت شركة إمبيرتف إنترتيمنت بحقوق تعديل الكتاب. ارتبط اسمي سكورسيزي وديكابريو بالفيلم في عام 2017، وكان من المتوقع في البداية أن يبدأ الإنتاج في أوائل عام 2018. بعد العديد من التأخيرات والتأجيلات نتيجة جائحة فيروس كورونا. كان من المقرر أن يبدأ الإنتاج في فبراير 2021 بوجود أبل تي في + كممول وموزع للفيلم بجانب باراماونت بيكتشرز. تم التصوير في نهاية المطاف في مقاطعة أوسايج ومقاطعة واشنطن بأوكلاهوما بين ربيع وخريف عام 2021. الفيلم بميزانيته البالغة 200 مليون دولار هي أكبر مبلغ تم إنفاقه على الإطلاق على فيلم صور في أوكلاهوما.
من المقرر أن يعرض الفيلم لأول مرة في مهرجان كان السينمائي بنسخته ال76 في 20 مايو 2023. ومن المقرر طرحه في دور سينما محددة في 6 أكتوبر 2023 ، قبل إطلاقه على نطاق واسع في الولايات المتحدة في 20 أكتوبر 2023 من قبل باراماونت بيكتشرز. ومن المقرر أيضًا أن يتم إصدار بعد ذلك على خدمة أبل تي في +.

## روابط خارجية
- مقالات تستعمل روابط فنية بلا صلة مع ويكي بيانات